# Stuart Ziff (Spezialeffektkünstler)
Stuart Irwin Ziff (* 28. Februar 1949 in Los Angeles) ist ein US-amerikanischer Spezialeffekttechniker.

## Leben
Ziff hatte sich bald nach seiner technischen Ausbildung auf die Erstellung von technischen und visuellen Spezialeffekten konzentriert und sich 1976 dem Star-Wars-Team von George Lucas angeschlossen. Für den ersten Film Krieg der Sterne war der 27-jährige Kalifornier an der Erstellung von Miniaturen und optischen Spezialeffekten beteiligt, beim zweiten Film der überaus populären Reihe zeichnete Ziff in demselben Bereich als Koordinator verantwortlich. Zwischendurch, 1978, engagierte man Ziff für die elektronischen Effekte zum Supergau-Thriller Das China-Syndrom.
Science-Fiction-Stoffe blieben Ziffs Spezialgebiet: So war er in den 1980er Jahren für die Entertainment Effects Group an den Spezialeffekten zu den Genreklassikern Ghostbusters – Die Geisterjäger und 2010: Das Jahr, in dem wir Kontakt aufnehmen beteiligt und, nach einem Abstecher als Ingenieur der Tippett Studios bei Jurassic Park, in den 1990ern für die Boss Film Studios an den Filmen Air Force One, Starship Troopers und Desperate Measures, für die er vor allem Miniatur-Modelle entwickelte. Noch vor der Jahrtausendwende beendete Stuart Ziff, der 1982 gemeinsam mit Dennis Muren einen Oscar für Technische Verdienste erhalten hatte, seine aktive Filmtätigkeit.
Ein anderer Stuart Ziff (* 1953) ist Musiker und spielt Gitarre.

## Filmografie
- 1977: Krieg der Sterne (Star Wars)
- 1979: Das China-Syndrom (The China Syndrome)
- 1980: Das Imperium schlägt zurück (The Empire Strikes Back)
- 1981: Der Drachentöter (Dragonslayer)
- 1982: Amityville III (Amityville 3-D)
- 1983: 2010: Das Jahr, in dem wir Kontakt aufnehmen (2010: The Year We Make Contact)
- 1984: Ghostbusters – Die Geisterjäger (Ghostbusters)
- 1986: Quatermain II – Auf der Suche nach der geheimnisvollen Stadt (Allan Quatermain and the Lost City of Gold)
- 1987: Masters of the Universe
- 1989: Die totale Erinnerung – Total Recall (Total Recall)
- 1990: F/X 2 – Die tödliche Illusion (F/X 2)
- 1992: Jurassic Park
- 1996: Starship Troopers
- 1997: Air Force One
- 1997: Desperate Measures